# José Manuel Ramírez Rosales
José Manuel Ramírez Rosales (Santiago de Chile, 1804-Valparaíso, 1877) fue un pintor chileno, educado artísticamente en París. Discípulo de los pintores franceses Raymond Monvoisin y Theodore-Pierre Rousseau. Destacó como paisajista y en temas marinos.

## Biografía
Ramírez Rosales nació en Santiago en una familia aristocrática formada por Francisco de Paula Ramírez y Gertrudis Rosales Larraín. Pariente del patriota Juan Enrique Rosales y primo hermano de Vicente Pérez Rosales. Partió con éste y un grupo de jóvenes de la sociedad santiaguina en la barca francesa "Moselle", bajo la atenta mirada de don Mariano Egaña, con destino a Europa el 17 de enero de 1825, viaje relatado por Pérez Rosales en su obra Recuerdos del pasado. 

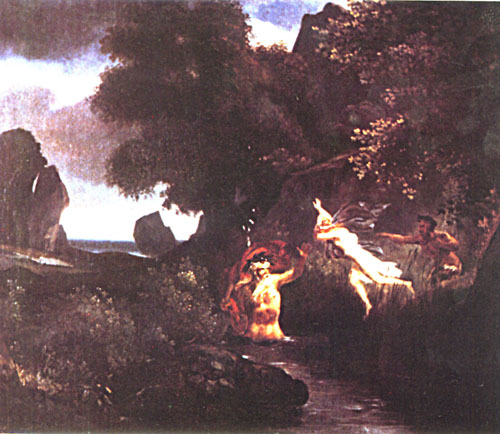
Sátiro y Bacanes.

Tras vivir en Londres, Inglaterra durante seis meses, llega a París en pleno auge del romanticismo estudiando música y pintura, decidiéndose finalmente por esta segunda disciplina.
Trabajó junto a Jean-Charles-Joseph Remond (1795-1875), alumno de Regnault, que había podido conducir el género del paisaje desde la sabia perspectiva de Poussin al contacto directo con la naturaleza. Recibe también la influencia de Théodore Rousseau (1812-1867), más tarde fundador de la Escuela de Barbizon, llegando además a ser discípulo y amigo del pintor Raymond Monvoisin.
Su pintura se caracterizó por preferir los paisajes, pinturas de ruinas y escenas navales.
Regresa a Chile el año 1836 y se radica en Valparaíso, la ciudad más cosmopolita del país y principal puerto comercial de aquella época. 
Nunca fue un artista de tiempo completo ya que además se dedicó a los negocios y las aventuras, es así como, casi simultáneamente con Pérez Rosales, en asociación con el inglés John Sampson se embarca en la fragata Julia el 8 de enero de 1849 a buscar oro a California, Estados Unidos durante la Fiebre del oro.

## Estadía en California
En esas tierras, tras sufrir hostigamientos por parte de bandas organizadas y el establecimiento de un impuesto de extracción especial para los mineros extranjeros, él y su socio cambian los planes originales y, junto al estadounidense Theodore Sicard, adquieren de un francés llamado Charles Covilloud gran parte del Rancho Cordua ubicado en el condado de Yuba. Lotean el terreno y en la confluencia de los ríos Yuba y Feather, estratégico punto de abastecimiento de los vapores procedentes de San Francisco rumbo a los yacimientos auríferos, fundan la ciudad de Marysville, bautizada en honor de la joven esposa de Covilloud, Mary Murphy, superviviente de la tristemente célebre tragedia de Donner Party. 
En los campos aledaños a la nueva ciudad que, por su comercio y comunicación fluvial con los minero, llegó en cierto punto de la Fiebre del Oro a constituirse como la segunda en importancia del Estado de California luego del puerto de San Francisco, José Manuel Ramírez desarrolló una pionera y próspera labor agrícola. Importó desde Chile las primeras cepas de vino fino que se cultivaron en las entonces denominadas tierras californesas. En 1853, el político e historiador chileno Benjamín Vicuña Mackenna, lo encuentra en su fundo produciendo "las mejores sandías de California".
Con maderas nativas traídas de su país natal se hizo construir una magnífica residencia que décadas más tarde pasaría a ser conocida como el Castillo Ellis-Ramírez, que todavía se alza en el centro de Marysville.

## Retorno a Chile

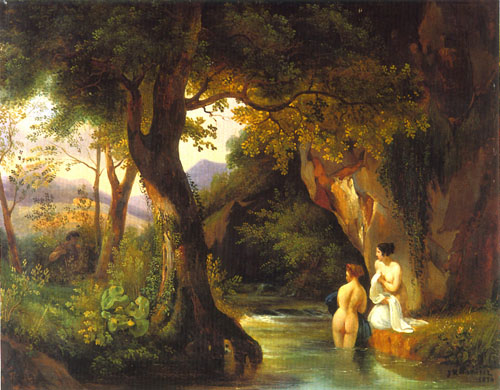
Ninfas con Fauno.

Sin embargo, el racismo y la envidia, que anidan fecundamente en las poblaciones inferiores, y que lo persiguieron durante su estadía en California por pertenecer al grupo que el yankee, según las crónicas de Pérez Rosales, denominaba "hispanos" o "hijos de africana", lo obligan a abandonar los admirables frutos de sus afanes. Durante el año 1854, con el pretexto de capturar a los asaltantes de una diligencia, una partida armada ingresa a su hogar de Marysville y lo balea, dejándolo herido de gravedad. Ese mismo año retornará definitivamente a la seguridad de Chile, estableciéndose en Valparaíso. 
En este puerto fundará la primera Empresa de transportes de carros tranvías de tracción animal.
En 1877 fallece quien, más allá de una vida de aventuras y logros empresariales, es considerado como el primer pintor chileno de la historia.

## Obras
Las primeras obras de su predilección fueron las pinturas de ruinas, crepúsculos y bosques de cuidada composición, plenos de sentimentalismo y drama.
- El Molino, (en Museo de Bellas Artes de Chile).
- La Esmeralda Navegando en Mar Tempestuoso
- Combate Naval y La María Isabel con la Esmeralda
- Paisaje Exótico (en la Casa del Arte, Universidad de Concepción).